# قرار مجلس الأمن التابع للأمم المتحدة رقم 1296
قرار مجلس الأمن التابع للأمم المتحدة رقم 1296، الذي تم تبنيه بالإجماع في 19 أبريل 2000، بعد التذكير بالقرار 1265 (1999)، ناقش المجلس خطوات لتعزيز حماية المدنيين أثناء النزاع المسلح.

## القرار

### أعمال
وأدان المجلس بشدة الهجمات المتعمدة على المدنيين وشدد على ضرورة النظر في أفضل السبل لحماية المدنيين. وكان غالبية الضحايا من المشردين داخلياً والفئات الضعيفة، وبالتالي مُنحوا الحماية بموجب القانون الدولي. يمكن أن تشكل الانتهاكات المنهجية والواسعة النطاق للقانون الإنساني الدولي والقانون الدولي لحقوق الإنسان في حالات النزاع المسلح تهديدًا للسلم والأمن الدوليين. ومن المهم أن يحصل المدنيون على المساعدة الإنسانية، ويشكل رفض المساعدة انتهاكاً للقانون الدولي. في الوقت نفسه، كان من المهم أن تظل وكالات الإغاثة محايدة أثناء النزاع.
وأشار القرار إلى أن المجلس سيشمل تدابير لتسريح المقاتلين السابقين والجنود الأطفال وتجريدهم من السلاح وإعادة إدماجهم، والتخلص من الأسلحة والذخيرة، والموارد اللازمة لحماية المدنيين المعرضين لخطر داهم. وتشمل هذه الإجراءات مناطق أو ممرات أمنية لحماية المدنيين وتسهيل المساعدة الإنسانية في حالات الإبادة الجماعية والجرائم ضد الإنسانية وجرائم الحرب. ويمكن لبعثات حفظ السلام أيضا أن تشمل عنصرا لنشر المعلومات عن القانون الدولي من خلال وسائل الإعلام.
كما أحاط مجلس الأمن علما بدخول معاهدة أوتاوا حيز النفاذ في عام 1997 وما سيكون لها من أثر إيجابي على سلامة المواطنين. علاوة على ذلك، تم الاعتراف بما للأسلحة الصغيرة من تأثير مزعزع للاستقرار فيما يتعلق بإطالة أمد النزاعات وتوزيع المساعدة الإنسانية. وأخيراً، طُلب من الأمين العام كوفي عنان مواصلة عمله وتقديم تقرير بحلول 30 آذار / مارس 2001 عن حالة المدنيين في النزاع المسلح.

## روابط خارجية
- نص القرار في undocs.org